# Thörl
Thörl  är en ort och kommun  i Österrike. Den ligger i distriktet Bruck-Mürzzuschlag i förbundslandet Steiermark. 
Kommunen består av åtta orter (Ortschaften) (inom parentes invånarantal 1 januari 2024):

- Etmißl (396)
- Fölz (617)
- Hinterberg (30)
- Lonschitz (61)
- Oisching (4)
- Palbersdorf (597)
- Sankt Ilgen (246)
- Thörl (218)

Kommunen fick sin nuvarande form den 1 januari 2015 genom en sammanslagning av kommunerna Etmißl, Sankt Ilgen och Thörl.